# Ian Scheckter
Ian Scheckter, južnoafriški dirkač Formule 1, *22. avgust 1947, East London, Južnoafriška republika.
Ian Scheckter je upokojeni južnoafriški dirkač Formule 1 in starejši brat prvaka Formule 1, Jodyja Scheckterja. Debitiral je na domači dirki za Veliko nagrado Južne Afrike v sezoni 1974 in zasedel trinajsto mesto. V sezoni 1975 je nastopil na treh dirkah in ob dveh odstopih dosegel dvanajsto mesto na Veliki nagradi Nizozemske. Po sezoni 1976, ko je nastopil le na domači dirki za Veliko nagrado Južne Afrike in odtopil, je v sezoni 1977 ob kar desetih odstopih dosegel enajsto mesto na Veliki nagradi Španije in deseto mesto na Veliki nagradi Nizozemske, kar je njegov najboljši rezultat v kariere. Za tem ni več dirkal v Formuli 1.

## Popolni rezultati Formule 1
(legenda) (odebeljene dirke pomenijo najboljši štartni položaj, poševne pa najhitrejši krog, †-uvrščen kljub odstopu)
| Leto | Moštvo                      | Šasija        | Motor       | 1       | 2       | 3       | 4    | 5      | 6       | 7       | 8       | 9      | 10     | 11      | 12      | 13     | 14      | 15      | 16      | 17  | Prv | Toč |
| ---- | --------------------------- | ------------- | ----------- | ------- | ------- | ------- | ---- | ------ | ------- | ------- | ------- | ------ | ------ | ------- | ------- | ------ | ------- | ------- | ------- | --- | --- | --- |
| 1974 | Team Gunston                | Lotus 72E     | Cosworth V8 | ARG     | BRA     | JAR 13  | ŠPA  | BEL    | MON     | ŠVE     | NIZ     | FRA    | VB     | NEM     |         |        |         |         |         |     | -   | 0   |
| 1974 | Hesketh Racing              | Hesketh 308   | Cosworth V8 |         |         |         |      |        |         |         |         |        |        |         | AVT DNQ | ITA    | KAN     | ZDA     |         |     | -   | 0   |
| 1975 | Lexington Racing            | Tyrrell 007   | Cosworth V8 | ARG     | BRA     | JAR Ret | ŠPA  | MON    | BEL     |         |         |        |        |         |         |        |         |         |         |     | -   | 0   |
| 1975 | Frank Williams Racing Cars  | Williams FW04 | Cosworth V8 |         |         |         |      |        |         | ŠVE Ret |         |        |        |         |         |        |         |         |         |     | -   | 0   |
| 1975 | Frank Williams Racing Cars  | Williams FW03 | Cosworth V8 |         |         |         |      |        |         |         | NIZ 12  | FRA    | VB     | NEM     | AVT     | ITA    | ZDA     |         |         |     | -   | 0   |
| 1976 | Lexington Racing            | Tyrrell 007   | Cosworth V8 | BRA     | JAR Ret | ZZDA    | ŠPA  | BEL    | MON     | ŠVE     | FRA     | VB     | NEM    | AVT     | NIZ     | ITA    | KAN     | ZDA     | JAP     |     | -   | 0   |
| 1977 | Team Rothmans International | March 761B    | Cosworth V8 | ARG Ret | BRA Ret | JAR     | ZZDA | ŠPA 11 | MON DNQ | BEL Ret | ŠVE Ret | FRA NC | VB Ret | NEM Ret | AVT Ret |        |         |         |         |     | -   | 0   |
| 1977 | Team Rothmans International | March 771     | Cosworth V8 |         |         |         |      |        |         |         |         |        |        |         |         | NIZ 10 | ITA Ret | ZDA Ret | KAN Ret | JAP | -   | 0   |